# Burlington Resources
Burlington Resources Inc. var ett amerikanskt multinationellt petroleumbolag som hade verksamheter inom uppström inom den globala petroleumindustrin. Företaget hade närvaro i länderna Kanada, Kina, Storbritannien och USA samt på kontinenterna Afrika och Sydamerika. Burlington hade bevisade reserver på omkring 248 miljoner fat petroleum; nästan 238 miljoner fat naturgaskondensat (NGL) samt nästan sex miljarder normalkubikmeter av naturgas för året 2004.

## Historik
År 1988 beslutade järnvägsbolaget Burlington Northern Railroad att knoppa av all verksamhet som inte hade något med järnväg att göra som bland annat energi, fastigheter och skogsbruk. Det nya företaget fick namnet Burlington Resources. Järnvägsbolaget hade tagit över alla skulder mot att ta 87% av aktieinnehavet i företaget. Mellan 1989 och 1993 sålde Burlington Resources av skogsbruksverksamheten.
Den 13 december 2005 meddelade petroleumjätten Conoco Phillips att man hade för avsikt att förvärva Burlington Resources för 35,6 miljarder amerikanska dollar. Affären slutfördes den 31 mars 2006.